# Anibal Saldaña
Anibal Saldaña Santamaría OAR (ur. 25 stycznia 1958 w Puerto Armuelles) – panamski duchowny katolicki, prałat Bocas del Toro od 2008.

## Życiorys
Święcenia kapłańskie otrzymał 24 października 1982 w zgromadzeniu augustianów rekolektów. Pracował przede wszystkim w zakonnych parafiach na terenie Gwatemali, był także wychowawcą zakonnych seminarzystów gwatemalskich i panamskich.
1 maja 2008 papież Benedykt XVI mianował go prałatem Bocas del Toro. 21 czerwca 2008 z rąk arcybiskupa Giambattisty Diquattro przyjął sakrę biskupią.